# دنیاگیری کووید-۱۹
همه‌گیری کووید-۱۹ (که به عنوان همه‌گیری کروناویروس و همه‌گیری کووید نیز شناخته می‌شود)، ناشی از سندرم تنفسی حاد شدید کرونا ویروس ۲ (SARS-CoV-۲)، با شیوع بیماری کووید-۱۹ در ووهان چین در دسامبر ۲۰۱۹ آغاز شد. به زودی پس از آن، این بیماری به سایر مناطق آسیا و سپس در اوایل سال ۲۰۲۰ به سراسر جهان گسترش یافت. سازمان جهانی بهداشت (WHO) در ۳۰ ژانویه ۲۰۲۰ این شیوع را به عنوان یک وضعیت اضطراری بهداشت عمومی با اهمیت بین‌المللی (PHEIC) اعلام کرد و در ۱۱ مارس آن را به عنوان یک همه‌گیری ارزیابی کرد.
علائم کووید-۱۹ از بدون علامت تا کشنده متغیر است، اما معمولاً شامل تب، گلو درد، سرفه شبانه و خستگی می‌شود. انتقال ویروس اغلب از طریق ذرات هوا انجام می‌شود. جهش‌ها باعث ایجاد سویه‌های مختلف (واریانت‌ها) با درجات مختلفی از سرایت‌پذیری و شدت بیماری شده‌اند. واکسن‌های کووید-۱۹ به سرعت توسعه یافتند و از دسامبر ۲۰۲۰ در دسترس عموم قرار گرفتند، که از طریق برنامه‌های دولتی و بین‌المللی مانند کوواکس (COVAX) ارائه شدند و هدف آن‌ها تأمین عدالت در دسترسی به واکسن بود. درمان‌ها شامل داروهای ضدویروسی جدید و کنترل علائم است. اقدامات کاهشی رایج در طول وضعیت اضطراری بهداشت عمومی شامل محدودیت‌های سفر، قرنطینه‌ها، محدودیت‌ها و تعطیلی کسب‌وکارها، کنترل خطرات در محیط کار، دستورات استفاده از ماسک، قرنطینه‌ها، سیستم‌های آزمایش و ردیابی تماس افراد آلوده بود.
این همه‌گیری باعث اختلالات شدید اجتماعی و اقتصادی در سراسر جهان شد، از جمله بزرگترین رکود جهانی از زمان رکود بزرگ. کمبود گسترده عرضه، از جمله کمبود مواد غذایی، ناشی از اختلالات زنجیره تأمین و خریدهای اضطراری بود. کاهش فعالیت‌های انسانی منجر به کاهش بی‌سابقه موقت آلودگی شد. مؤسسات آموزشی و مناطق عمومی در بسیاری از مناطق به طور جزئی یا کامل تعطیل شدند، و بسیاری از رویدادها در سال‌های ۲۰۲۰ و ۲۰۲۱ لغو یا به تعویق افتادند. کار از راه دور برای کارمندان اداری بسیار رایج‌تر شد. اطلاعات نادرست از طریق رسانه‌های اجتماعی و رسانه‌های جمعی منتشر شد و تنش‌های سیاسی تشدید یافت. این همه‌گیری مسائلی مانند تبعیض نژادی و جغرافیایی، عدالت در سلامت و تعادل بین ضرورت‌های بهداشت عمومی و حقوق فردی را برجسته کرد.
سازمان جهانی بهداشت در ۵ مه ۲۰۲۳ وضعیت اضطراری بهداشت عمومی برای کووید-۱۹ را پایان داد. این بیماری همچنان در حال گردش است. با این حال، تا سال ۲۰۲۴، کارشناسان مطمئن نبودند که آیا این بیماری هنوز یک همه‌گیری محسوب می‌شود یا خیر. همه‌گیری‌ها و پایان آن‌ها به خوبی تعریف نشده‌اند و اینکه آیا یک همه‌گیری به پایان رسیده است یا نه، بسته به تعریفی که استفاده می‌شود متفاوت است. تا ۱۷ فوریه ۲۰۲۵، کووید-۱۹ باعث ۷,۰۸۷,۷۱۸[۵] مرگ تأیید شده و ۱۸.۲ تا ۳۳.۵ میلیون مرگ تخمینی شده است. همه‌گیری کووید-۱۹ به عنوان پنجمین همه‌گیری یا اپیدمی مرگبار در تاریخ رتبه‌بندی شده است.

## گاه‌شمار
برای نخستین بار در شهر ووهان استان هوبئی چین، پس از اینکه مردم بدون علت مشخصی دچار سینه پهلو شدند و واکسنها و درمان‌های موجود مؤثر نبودند، گونه جدیدی از کروناویروس شناسایی شد که نخست به آن عنوان ان‌کاو-۲۰۱۹ داده شد و با گذر شمار قربانیان ویروس کرونا از مرز ۱۰۰۰ نفر، سازمان جهانی بهداشت برای بیماری ناشی از آن، نام رسمی انتخاب کرده‌است - کووید ۱۹ (۱۹-COVID) که اشاره‌ای به «کرونا» (corona)، «ویروس» (virus)، «بیماری» (disease) و سال ۲۰۱۹ دارد. تا ۳۱ ژوئیه ۲۰۲۰، شمار ۱۷٬۲۹۷٬۲۹۶ مورد تأییدشده به ثبت رسیده؛ از این شمار ۱۰٬۱۳۲٬۵۷۹ نفر بهبود یافته، و ۶۷۳٬۲۲۳ نفر کشته شده‌اند. همچنین شمار موارد در جریان ۶٬۴۹۱٬۴۹۴ نفر است، که ۶۶٬۲۷۳ نفر از آن‌ها در بخش مراقبت‌های ویژه بستری شده‌اند.
ووهان در ۲۳ ژانویه قرنطینه شد و بر اساس آن، همه ترابری‌های عمومی به داخل و خارج از ووهان به حالت تعلیق درآمد. از آن زمان، حداقل در ۱۵ شهر دیگر در استان هوبئی نیز، ترابری به همین ترتیب متوقف شده‌است. بسیاری از رویدادهای سال نو از جمله شهر ممنوعه در پکن، نمایشگاه‌های معابد سنتی و دیگر مجالس جشن، به دلیل ترس از انتقال، بسته شدند. هنگ کنگ همچنین سطح پاسخ به بیماری‌های عفونی خود را به بالاترین حد رساند، وضعیت اضطراری اعلام کرد، مدارس خود را تا میانه ماه فوریه تعطیل کرد و جشن‌های سال نوی خود را نیز لغو کرد.
دانشمندان چینی توانستند به‌سرعت نژادی از کروناویروس جدید را شناسایی کنند و توالی ژنتیکی آن را در اختیار آزمایشگاه‌های سراسر جهان قرار دهند تا به‌طور مستقل آزمایش‌های PCR تهیه کنند که بتواند ابتلا را در هر فرد تأیید کند. از میان ۴۱ نفر نخست که با روش واکنش زنجیره‌ای پلیمراز بی‌درنگ و توالی‌یابی دی‌ان‌ای، تأیید شد که به این ویروس آلوده شده‌اند، مشخص شد که دو سوم آن‌ها با بازار عمده‌فروشی غذاهای دریایی هوانان، که در آن جانوران زنده نیز به فروش می‌رسد، ارتباط دارند. 2019-nCoV، هفتمین عضو خانواده کروناویروس است که انسان را آلوده می‌کند و گزارش شده‌است که میان ۷۵ تا ۸۰ درصد توالی ژنوم آن با کروناویروس سارس (SARS-CoV) یکسان است، و بیش از ۸۵ درصد توالی ژنوم آن شبیه به چندین کروناویروس خفاشی است و با کروناویروس پانگولین نیز ارتباط نزدیکی دارد.
آزمایش‌های گسترده در میانه تا اواخر ژانویه، بیش از ۲۸۰۰ مورد تاییدشده در چین را آشکار کرد، که برخی از آن‌ها در بخش خدمات درمانی مشغول به کار بودند. همچنین موارد تأییدشده‌ای در تایلند، کره جنوبی، ژاپن، تایوان، ماکائو، هنگ‌کنگ، ایالات متحده، سنگاپور، ویتنام، فیلیپین، فرانسه، نپال، اسپانیا، امارات، ایتالیا، سوئد، بریتانیا، سریلانکا، فنلاند، روسیه، آلمان، هند، کامبوج، استرالیا، مالزی و کانادا گزارش شده‌است. نخستین مرگ تأییدشده در اثر عفونت کروناویروس در ۹ ژانویه رخ داده‌است.
در ۳۰ ژانویهٔ ۲۰۲۰، سازمان جهانی بهداشت با انتشار بیانیه‌ای، شیوع کروناویروس جدید را یک وضعیت اضطراری بهداشت عمومی اعلام کرد که تهدیدی برای همه جهان، و نه تنها چین، به‌شمار می‌رود.

## انتقال

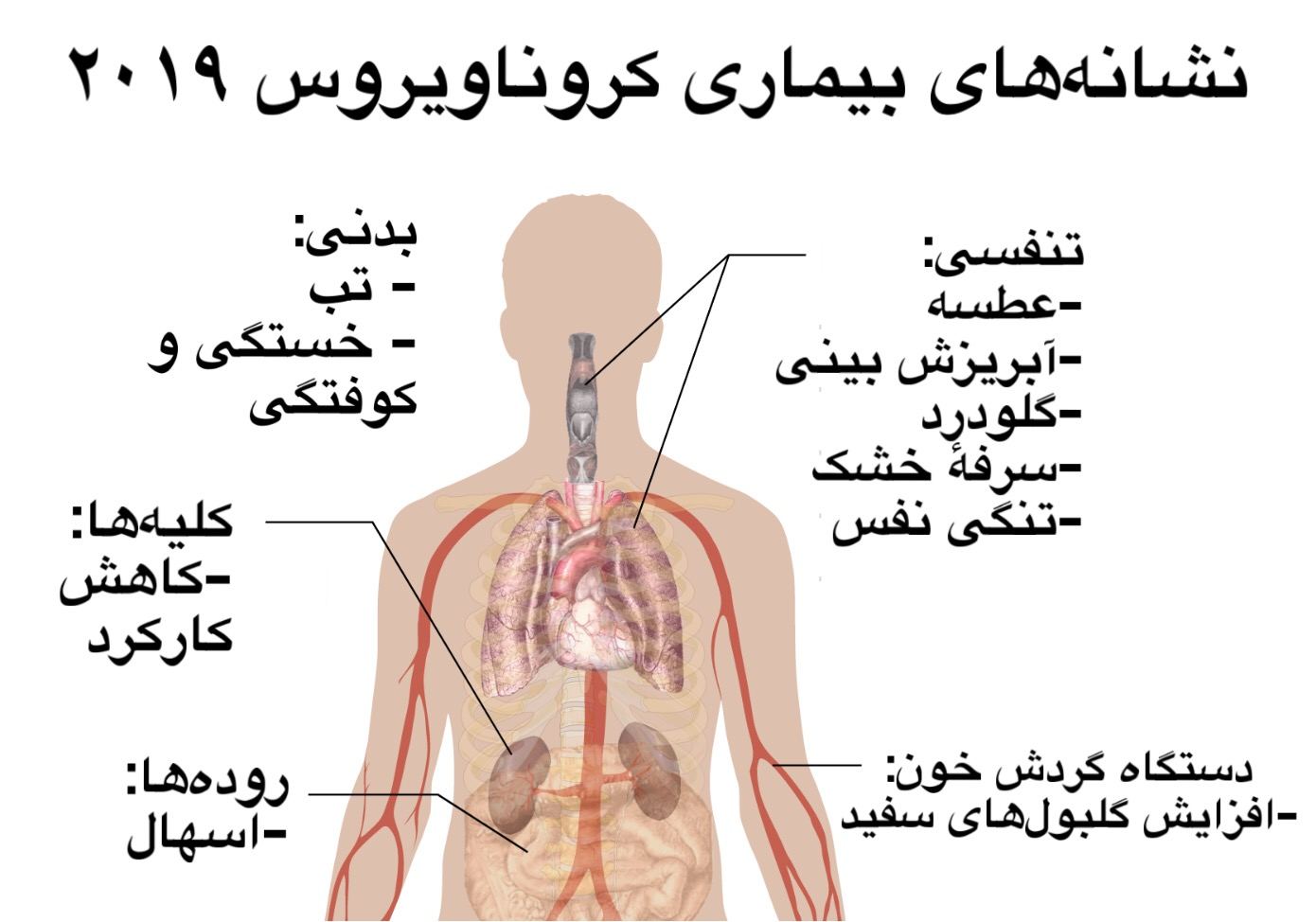
نشانه‌های بیماری

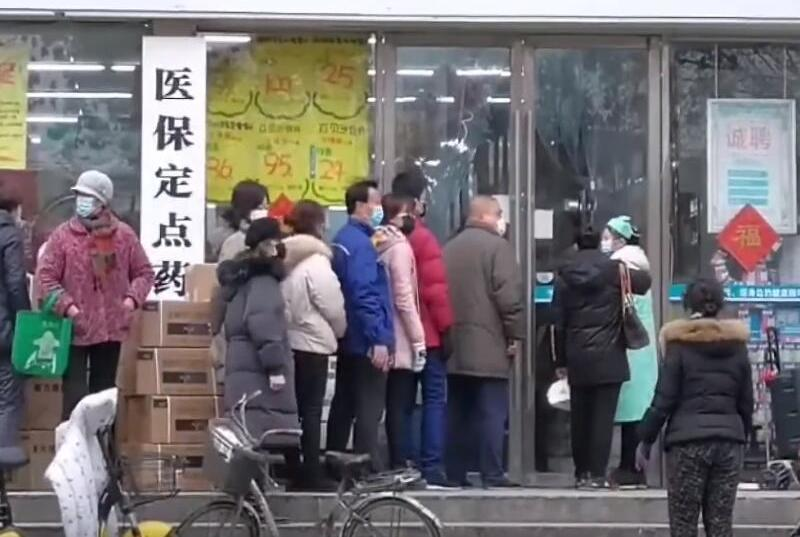
افرادی که برای خرید ماسک صورت و لوازم پزشکی در بیرون یک فروشگاه دارویی ووهان صف کشیده‌اند

پیش از شیوع ۲۰–۲۰۱۹، مقاله‌ای در سال ۲۰۱۵ در ماهنامه پزشکی نیچر مدیسن منتشر شده بود که در مورد خطر احتمالی ظهور مجدد کروناویروس سارس از ویروس‌هایی که در جمعیت خفاش‌های چینی در گردش بودند، هشدار داده‌بود. با استفاده از سامانه ژنتیک معکوس کروناویروس سارس، گروه رالف باریک یک ویروس کایمریک تولید و توصیف کردند که بیانگر افزایش ناگهانی کروناویروس خفاش SHC014 در یک بَک‌بُن کروناویروس موش بود. هر دو روش پادتن مونوکلونال و واکسن نتوانستند پروتئین افزایش ناگهانی جدید را خنثی کنند و از عفونت با این کروناویروس محافظت کنند.
این ویروس شواهدی از انتقال انسان-به-انسان را نشان داده‌است و با توجه گزارش‌هایی از چندین کشور به غیر از چین، به نظر می‌رسد میزان انتقال (میزان عفونت) آن در میانه ژانویه سال ۲۰۲۰ افزایش یافته‌است. دوره نهفتگی ویروس (مدت زمان طی شده از در معرض قرار گرفتن تا بروز علامت‌ها)، میان ۲ تا ۱۴ روز است و در این مدت مسری می‌ماند. علامت‌های بیماری شامل تب، سرفه و مشکلات تنفسی است و بیماری می‌تواند کشنده باشد و گسترش بیماری به قدری بوده که در تایوان کمبود ماسک تنفسی به وجود آمد.

### عدد تولیدمثل پایه
میزان انتقال‌پذیری ویروس میان انسان‌های مختلف متغیر بوده‌است، به طوری که برخی از افراد مبتلا، این ویروس را به دیگران منتقل نمی‌کنند، در حالی که برخی دیگر توانستند این عفونت را به چندین نفر گسترش دهند. عدد تکثیر پایه برای انتقال ویروس از انسان به انسان توسط چندین گروه پژوهشی میان ۱٫۴ تا ۳٫۸ تخمین زده شده‌است. این شمار توصیف می‌کند که چه شمار از افرادی که تازه آلوده شده‌اند، احتمالاً ویروس را در جمعیت منتقل می‌کنند. تاکنون گزارش شده‌است که کروناویروس جدید قادر به انتقال زنجیره‌ای تا چهار نفر است.

### منبع و میزبان انتقال‌دهنده
منبع ۲۰۱۹ ‐ nCoV در طبیعت حیات وحش و میزبان واسطه‌ای که ان‌کاو ۲۰۱۹ را به انسان منتقل کرده‌است، تأیید نشده‌است و نتایج نمونه‌گیری از حیوانات بازار هوانان هنوز در دسترس نیست. اما احتمالاً منبع اصلی ویروس خفاش‌های از گونه نعل‌بینی هستند.
نسخهٔ به‌روز شدهٔ پیش از انتشار یک مقاله در ۲۳ ژانویه ۲۰۲۰ در بایو آرکایو، که توسط اعضای مؤسسه ویروس‌شناسی ووهان، بیمارستان ووهان جینیینتان، دانشگاه آکادمی علوم چین و مرکز کنترل و پیشگیری از بیماری‌های استان هوبئی، حکایت از آن دارد که کروناویروس جدید ۲۰۱۹ دارای منشأ خفاش است، چرا که تجزیه و تحلیل آن‌ها نشان می‌دهد که ان‌کاو ۲۰۱۹ در کل سطح ژنوم، در حد ۹۶٪ با یک کروناویروس خفاشی یکسان است.
در ۲۲ ژانویه، دانشمندان دانشگاه پکینگ، دانشگاه پزشکی سنتی چینی گوانگشی، دانشگاه نینگبو و کالج مهندسی زیستی ووهان مقاله‌ای را منتشر کردند که پس از بررسی «انسان‌ها، خفاش‌ها، مرغ‌ها، جوجه تیغی‌ها، پنگوئن‌ها و دو گونه مار»، نتیجه گرفته‌است که «به نظر می‌رسد ان‌کاو ۲۰۱۹ یک ویروس نوترکیب از ترکیب کروناویروس خفاشی و یک کرونا ویروس با منشأ ناشناخته است» و «مار محتمل‌ترین منبع حیوانات حیات وحش برای ان‌کاو ۲۰۱۹است» که آن را به انسان‌ها منتقل کرده‌است. برخی دیگر همچنین اظهار داشته‌اند که ان‌کاو ۲۰۱۹ در نتیجه «ترکیب ویروس‌های گربه‌ها و مارها» ایجاد شده‌است. برخی مقاله پکینگ را مورد بحث قرار داده‌اند و استدلال می‌کنند که این مخزن باید خفاش باشد و میزبان واسطه، باید پرنده یا پستاندار باشد، و نه مار (زیرا مارها بر خلاف انسان خون‌سرد هستند).

## وضعیت شیوع بیماری در کشورهای مختلف
|                                        | جهان                   | ۲۷۰٬۷۸۳٬۸۹۱ | ۵٬۳۱۲٬۳۱۴ |
| ایالات متحده آمریکا                    | ایالات متحده آمریکا    | ۵۰٬۱۱۹٬۴۲۲  | ۷۹۸٬۷۱۰   |
| اتحادیه اروپا                          | اتحادیه اروپا          | ۵۰٬۰۱۴٬۴۴۸  | ۸۷۰٬۹۲۱   |
| هند                                    | هند                    | ۳۴٬۷۰۳٬۶۴۴  | ۴۷۵٬۸۸۸   |
| برزیل                                  | برزیل                  | ۲۲٬۱۷۷٬۰۵۹  | ۶۱۶٬۴۵۷   |
| بریتانیا                               | پادشاهی متحد           | ۱۰٬۹۳۵٬۲۴۴  | ۱۴۶٬۹۳۵   |
| روسیه                                  | روسیه                  | ۹٬۸۷۱٬۲۲۹   | ۲۸۴٬۹۰۹   |
| ترکیه                                  | ترکیه                  | ۹٬۰۶۰٬۹۴۵   | ۷۹٬۳۲۲    |
| فرانسه                                 | فرانسه                 | ۸٬۳۶۳٬۴۷۹   | ۱۲۱٬۴۲۴   |
| ایران                                  | ایران                  | ۷٬۶۲۷٬۸۶۳   | ۱۴۶٬۸۳۷   |
| آلمان                                  | آلمان                  | ۶٬۵۸۱٬۴۳۳   | ۱۰۶٬۲۳۱   |
| آرژانتین                               | آرژانتین               | ۵٬۳۵۸٬۴۵۵   | ۱۱۶٬۷۷۱   |
| اسپانیا                                | اسپانیا                | ۵٬۳۳۹٬۹۹۲   | ۸۸٬۴۸۴    |
| ایتالیا                                | ایتالیا                | ۵٬۲۳۸٬۲۲۱   | ۱۳۴٬۹۲۹   |
| کلمبیا                                 | کلمبیا                 | ۵٬۰۹۵٬۸۲۱   | ۱۲۹٬۱۶۳   |
| اندونزی                                | اندونزی                | ۴٬۲۵۹٬۲۴۹   | ۱۴۳٬۹۴۸   |
| مکزیک                                  | مکزیک                  | ۳٬۹۱۸٬۲۱۶   | ۲۹۶٬۶۷۲   |
| لهستان                                 | لهستان                 | ۳٬۸۳۹٬۶۲۵   | ۸۸٬۵۰۸    |
| اوکراین                                | اوکراین                | ۳٬۷۳۸٬۳۹۰   | ۹۶٬۹۱۰    |
| آفریقای جنوبی                          | آفریقای جنوبی          | ۳٬۱۸۰٬۷۸۵   | ۹۰٬۱۴۸    |
| هلند                                   | هلند                   | ۲٬۹۳۶٬۱۷۰   | ۲۰٬۵۹۶    |
| فیلیپین                                | فیلیپین                | ۲٬۸۳۶٬۸۰۳   | ۵۰٬۳۴۱    |
| مالزی                                  | مالزی                  | ۲٬۶۹۵٬۱۴۳   | ۳۰٬۹۰۸    |
| جمهوری چک                              | جمهوری چک              | ۲٬۳۳۸٬۴۰۲   | ۳۴٬۵۵۱    |
| پرو                                    | پرو                    | ۲٬۲۵۴٬۳۷۳   | ۲۰۱٬۷۷۰   |
| تایلند                                 | تایلند                 | ۲٬۱۷۲٬۰۴۴   | ۲۱٬۱۹۴    |
| عراق                                   | عراق                   | ۲٬۰۸۸٬۳۵۹   | ۲۳٬۹۹۴    |
| بلژیک                                  | بلژیک                  | ۱٬۹۵۹٬۱۹۳   | ۲۷٬۶۳۱    |
| کانادا                                 | کانادا                 | ۱٬۸۴۹٬۷۶۲   | ۲۹٬۹۹۴    |
| رومانی                                 | رومانی                 | ۱٬۷۹۳٬۶۴۳   | ۵۷٬۷۴۱    |
| شیلی                                   | شیلی                   | ۱٬۷۸۴٬۱۶۵   | ۳۸٬۷۱۶    |
| ژاپن                                   | ژاپن                   | ۱٬۷۲۸٬۰۹۰   | ۱۸٬۳۷۰    |
| بنگلادش                                | بنگلادش                | ۱٬۵۷۹٬۷۱۰   | ۲۸٬۰۳۱    |
| ویتنام                                 | ویتنام                 | ۱٬۴۲۸٬۴۲۸   | ۲۸٬۰۸۱    |
| اسرائیل                                | اسرائیل                | ۱٬۳۵۱٬۰۱۵   | ۸٬۲۲۳     |
| پاکستان                                | پاکستان                | ۱٬۲۸۹٬۵۴۳   | ۲۸٬۸۳۹    |
| اسلواکی                                | اسلواکی                | ۱٬۲۸۹٬۲۵۲   | ۱۵٬۴۱۵    |
| صربستان                                | صربستان                | ۱٬۲۷۵٬۲۱۴   | ۱۲٬۲۰۹    |
| اتریش                                  | اتریش                  | ۱٬۲۳۲٬۲۰۴   | ۱۳٬۲۱۸    |
| سوئد                                   | سوئد                   | ۱٬۲۲۹٬۲۱۷   | ۱۵٬۱۹۱    |
| مجارستان                               | مجارستان               | ۱٬۱۹۸٬۹۳۹   | ۳۶٬۸۸۴    |
| پرتغال                                 | پرتغال                 | ۱٬۱۹۶٬۶۰۲   | ۱۸٬۶۷۳    |
| سوئیس                                  | سوئیس                  | ۱٬۱۳۵٬۳۶۳   | ۱۱٬۷۹۳    |
| قزاقستان                               | قزاقستان               | ۱٬۰۶۳٬۸۰۹   | ۱۸٬۰۴۹    |
| اردن                                   | اردن                   | ۱٬۰۱۵٬۲۸۹   | ۱۲٬۰۲۴    |
| یونان                                  | یونان                  | ۱٬۰۰۶٬۷۰۶   | ۱۹٬۳۴۵    |
| کوبا                                   | کوبا                   | ۹۶۳٬۶۹۳     | ۸٬۳۱۳     |
| مراکش                                  | مراکش                  | ۹۵۱٬۵۴۴     | ۱۴٬۷۹۸    |
| گرجستان                                | گرجستان                | ۸۹۰٬۸۱۳     | ۱۲٬۷۷۷    |
| نپال                                   | نپال                   | ۸۲۴٬۵۳۵     | ۱۱٬۵۵۷    |
| امارات متحده عربی                      | امارات متحده عربی      | ۷۴۲٬۸۹۴     | ۲٬۱۵۱     |
| تونس                                   | تونس                   | ۷۱۹٬۵۸۶     | ۲۵٬۴۳۲    |
| بلغارستان                              | بلغارستان              | ۷۱۴٬۶۸۸     | ۲۹٬۵۳۶    |
| لبنان                                  | لبنان                  | ۶۹۰٬۸۴۱     | ۸٬۸۶۰     |
| بلاروس                                 | بلاروس                 | ۶۷۵٬۷۳۴     | ۵٬۲۸۶     |
| کرواسی                                 | کرواسی                 | ۶۵۴٬۶۵۵     | ۱۱٬۶۶۶    |
| جمهوری ایرلند                          | جمهوری ایرلند          | ۶۲۸٬۳۰۶     | ۵٬۷۸۸     |
| گواتمالا                               | گواتمالا               | ۶۲۲٬۲۳۷     | ۱۶٬۰۴۸    |
| جمهوری آذربایجان                       | جمهوری آذربایجان       | ۶۰۴٬۹۹۸     | ۸٬۱۰۴     |
| سری‌لانکا                               | سری‌لانکا               | ۵۷۳٬۶۴۹     | ۱۴٬۶۴۱    |
| دانمارک                                | دانمارک                | ۵۶۸٬۴۷۷     | ۳٬۰۳۶     |
| کاستاریکا                              | کاستاریکا              | ۵۶۷٬۹۹۵     | ۷٬۳۳۲     |
| بولیوی                                 | بولیوی                 | ۵۵۳٬۱۰۸     | ۱۹٬۳۱۷    |
| عربستان سعودی                          | عربستان سعودی          | ۵۵۰٬۳۰۴     | ۸٬۸۵۵     |
| اکوادور                                | اکوادور                | ۵۳۳٬۱۹۰     | ۳۳٬۵۵۸    |
| کره جنوبی                              | کره جنوبی              | ۵۲۸٬۶۵۲     | ۴٬۳۸۷     |
| میانمار                                | میانمار                | ۵۲۶٬۹۱۱     | ۱۹٬۱۸۸    |
| لیتوانی                                | لیتوانی                | ۴۹۱٬۹۵۳     | ۶٬۹۸۹     |
| پاناما                                 | پاناما                 | ۴۸۰٬۷۸۱     | ۷٬۳۸۶     |
| فلسطین                                 | فلسطین                 | ۴۶۴٬۳۴۱     | ۴٬۸۴۴     |
| پاراگوئه                               | پاراگوئه               | ۴۶۳٬۸۲۸     | ۱۶٬۵۱۳    |
| اسلوونی                                | اسلوونی                | ۴۴۰٬۶۳۳     | ۵٬۴۲۵     |
| ونزوئلا                                | ونزوئلا                | ۴۳۸٬۶۸۳     | ۵٬۲۳۹     |
| کویت                                   | کویت                   | ۴۱۳٬۷۱۱     | ۲٬۴۶۶     |
| جمهوری دومینیکن                        | جمهوری دومینیکن        | ۴۱۰٬۴۱۲     | ۴٬۲۱۹     |
| اروگوئه                                | اروگوئه                | ۴۰۲٬۵۰۹     | ۶٬۱۴۵     |
| مغولستان                               | مغولستان               | ۳۸۵٬۴۴۷     | ۲٬۰۳۶     |
| لیبی                                   | لیبی                   | ۳۷۸٬۸۱۶     | ۵٬۵۶۱     |
| هندوراس                                | هندوراس                | ۳۷۸٬۶۱۵     | ۱۰٬۴۲۳    |
| اتیوپی                                 | اتیوپی                 | ۳۷۳٬۲۴۰     | ۶٬۸۳۳     |
| مولداوی                                | مولداوی                | ۳۷۰٬۰۰۳     | ۹٬۳۹۳     |
| مصر                                    | مصر                    | ۳۶۹٬۱۹۸     | ۲۱٬۰۶۰    |
| ارمنستان                               | ارمنستان               | ۳۴۲٬۶۰۴     | ۷٬۸۱۹     |
| نروژ                                   | نروژ                   | ۳۱۷٬۸۸۰     | ۱٬۱۳۶     |
| عمان                                   | عمان                   | ۳۰۴٬۷۲۴     | ۴٬۱۱۳     |
| بوسنی و هرزگوین                        | بوسنی و هرزگوین        | ۲۸۱٬۹۰۳     | ۱۲٬۹۹۹    |
| بحرین                                  | بحرین                  | ۲۷۸٬۰۶۵     | ۱٬۳۹۴     |
| سنگاپور                                | سنگاپور                | ۲۷۳٬۷۰۱     | ۷۹۸       |
| لتونی                                  | لتونی                  | ۲۶۲٬۲۱۵     | ۴٬۳۷۶     |
| کنیا                                   | کنیا                   | ۲۵۶٬۴۸۴     | ۵٬۳۴۹     |
| قطر                                    | قطر                    | ۲۴۵٬۵۲۳     | ۶۱۳       |
| استرالیا                               | استرالیا               | ۲۳۲٬۷۳۸     | ۲٬۱۱۳     |
| استونی                                 | استونی                 | ۲۲۸٬۵۹۶     | ۱٬۸۶۵     |
| مقدونیه شمالی                          | مقدونیه شمالی          | ۲۱۹٬۴۹۰     | ۷٬۷۴۰     |
| نیجریه                                 | نیجریه                 | ۲۱۷٬۴۸۱     | ۲٬۹۸۱     |
| الجزایر                                | الجزایر                | ۲۱۳٬۰۵۸     | ۶٬۱۵۱     |
| زامبیا                                 | زامبیا                 | ۲۱۱٬۲۳۴     | ۳٬۶۷۰     |
| فنلاند                                 | فنلاند                 | ۲۰۵٬۳۵۷     | ۱٬۴۴۲     |
| آلبانی                                 | آلبانی                 | ۲۰۳٬۹۲۵     | ۳٬۱۴۰     |
| بوتسوانا                               | بوتسوانا               | ۱۹۶٬۰۹۰     | ۲٬۴۲۱     |
| ازبکستان                               | ازبکستان               | ۱۹۵٬۹۵۸     | ۱٬۴۴۰     |
| قرقیزستان                              | قرقیزستان              | ۱۸۳٬۹۹۱     | ۲٬۷۷۰     |
| زیمبابوه                               | زیمبابوه               | ۱۶۷٬۱۴۰     | ۴٬۷۳۸     |
| کوزوو                                  | کوزوو                  | ۱۶۱٬۲۰۸     | ۲٬۹۸۷     |
| مونته‌نگرو                              | مونته‌نگرو              | ۱۵۹٬۹۰۱     | ۲٬۳۵۷     |
| افغانستان                              | افغانستان              | ۱۵۷٬۶۴۸     | ۷٬۳۲۸     |
| موزامبیک                               | موزامبیک               | ۱۵۳٬۷۸۷     | ۱٬۹۴۵     |
| قبرس                                   | قبرس                   | ۱۴۱٬۵۶۶     | ۶۱۱       |
| نامیبیا                                | نامیبیا                | ۱۳۳٬۰۹۰     | ۳٬۵۷۸     |
| غنا                                    | غنا                    | ۱۳۱٬۵۴۷     | ۱٬۲۴۳     |
| اوگاندا                                | اوگاندا                | ۱۲۸٬۱۰۰     | ۳٬۲۶۹     |
| السالوادور                             | السالوادور             | ۱۲۱٬۲۰۰     | ۳٬۷۹۷     |
| کامبوج                                 | کامبوج                 | ۱۲۰٬۳۷۰     | ۲٬۹۸۹     |
| کامرون                                 | کامرون                 | ۱۰۷٬۵۴۹     | ۱٬۸۲۳     |
| رواندا                                 | رواندا                 | ۱۰۰٬۶۳۴     | ۱٬۳۴۴     |
| چین                                    | چین                    | ۹۹٬۹۳۳      | ۴٬۶۳۶     |
| لوکزامبورگ                             | لوکزامبورگ             | ۹۴٬۳۰۰      | ۸۹۵       |
| مالدیو                                 | مالدیو                 | ۹۳٬۲۴۶      | ۲۵۸       |
| جامائیکا                               | جامائیکا               | ۹۱٬۸۰۲      | ۲٬۴۲۸     |
| لائوس                                  | لائوس                  | ۹۰٬۴۵۸      | ۲۵۰       |
| ترینیداد و توباگو                      | ترینیداد و توباگو      | ۸۰٬۶۰۷      | ۲٬۴۰۷     |
| سنگال                                  | سنگال                  | ۷۴٬۰۹۲      | ۱٬۸۸۶     |
| آنگولا                                 | آنگولا                 | ۶۵٬۴۰۴      | ۱٬۷۳۷     |
| مالاوی                                 | مالاوی                 | ۶۲٬۳۸۰      | ۲٬۳۰۸     |
| ساحل عاج                               | ساحل عاج               | ۶۱٬۹۰۵      | ۷۰۶       |
| جمهوری دموکراتیک کنگو                  | جمهوری دموکراتیک کنگو  | ۵۹٬۸۵۱      | ۱٬۱۱۸     |
| اسواتینی                               | اسواتینی               | ۵۳٬۵۰۹      | ۱٬۲۵۲     |
| فیجی                                   | فیجی                   | ۵۲٬۵۹۳      | ۶۹۷       |
| سورینام                                | سورینام                | ۵۱٬۲۰۲      | ۱٬۱۷۷     |
| سوریه                                  | سوریه                  | ۴۹٬۲۷۲      | ۲٬۸۱۴     |
| ماداگاسکار                             | ماداگاسکار             | ۴۵٬۷۹۴      | ۹۸۰       |
| سودان                                  | سودان                  | ۴۴٬۸۷۷      | ۳٬۲۴۴     |
| مالت                                   | مالت                   | ۴۰٬۶۲۴      | ۴۷۱       |
| موریتانی                               | موریتانی               | ۳۹٬۸۳۴      | ۸۵۰       |
| گویان                                  | گویان                  | ۳۸٬۵۵۴      | ۱٬۰۲۰     |
| کیپ ورد                                | دماغه سبز              | ۳۸٬۵۰۳      | ۳۵۱       |
| گابن                                   | گابن                   | ۳۷٬۵۹۱      | ۲۸۲       |
| پاپوآ گینه نو                          | پاپوآ گینه نو          | ۳۵٬۹۳۷      | ۵۸۶       |
| بلیز                                   | بلیز                   | ۳۱٬۰۳۳      | ۵۸۶       |
| گینه                                   | گینه                   | ۳۰٬۷۹۸      | ۳۸۸       |
| باربادوس                               | باربادوس               | ۲۶٬۸۱۴      | ۲۵۳       |
| توگو                                   | توگو                   | ۲۶٬۴۱۶      | ۲۴۳       |
| تانزانیا                               | تانزانیا               | ۲۶٬۳۰۹      | ۷۳۴       |
| هائیتی                                 | هائیتی                 | ۲۵٬۷۵۸      | ۷۶۱       |
| بنین                                   | بنین                   | ۲۴٬۸۹۷      | ۱۶۱       |
| سیشل                                   | سیشل                   | ۲۳٬۹۰۱      | ۱۲۹       |
| لسوتو                                  | لسوتو                  | ۲۳٬۱۰۲      | ۶۶۴       |
| سومالی                                 | سومالی                 | ۲۳٬۰۷۴      | ۱٬۳۳۳     |
| باهاما                                 | باهاما                 | ۲۲٬۹۰۷      | ۷۰۸       |
| موریس                                  | موریس                  | ۲۲٬۶۵۱      | ۲۴۰       |
| بوروندی                                | بوروندی                | ۲۰٬۸۸۶      | ۳۸        |
| تیمور شرقی                             | تیمور شرقی             | ۱۹٬۸۲۹      | ۱۲۲       |
| ایسلند                                 | ایسلند                 | ۱۹٬۵۴۷      | ۳۶        |
| آندورا                                 | آندورا                 | ۱۹٬۴۴۰      | ۱۳۳       |
| جمهوری کنگو                            | جمهوری کنگو            | ۱۹٬۰۶۶      | ۳۵۹       |
| مالی                                   | مالی                   | ۱۸٬۶۲۷      | ۶۳۰       |
| تاجیکستان                              | تاجیکستان              | ۱۷٬۴۹۳      | ۱۲۵       |
| نیکاراگوئه                             | نیکاراگوئه             | ۱۷٬۳۲۸      | ۲۱۴       |
| تایوان                                 | تایوان                 | ۱۶٬۷۴۲      | ۸۴۸       |
| بورکینافاسو                            | بورکینافاسو            | ۱۶٬۳۳۴      | ۲۹۰       |
| برونئی                                 | برونئی                 | ۱۵٬۳۶۲      | ۹۸        |
| گینه استوایی                           | گینه استوایی           | ۱۳٬۶۱۲      | ۱۷۵       |
| جیبوتی                                 | جیبوتی                 | ۱۳٬۵۱۴      | ۱۸۹       |
| سنت لوسیا                              | سنت لوسیا              | ۱۳٬۰۹۸      | ۲۸۳       |
| نیوزیلند                               | نیوزیلند               | ۱۳٬۰۶۹      | ۴۷        |
| سودان جنوبی                            | سودان جنوبی            | ۱۲٬۹۰۴      | ۱۳۳       |
| هنگ کنگ                                | هنگ کنگ                | ۱۲٬۴۹۰      | ۲۱۳       |
| جمهوری آفریقای مرکزی                   | جمهوری آفریقای مرکزی   | ۱۱٬۹۶۱      | ۱۰۱       |
| یمن                                    | یمن                    | ۱۰٬۰۷۲      | ۱٬۹۷۲     |
| گامبیا                                 | گامبیا                 | ۱۰٬۰۳۴      | ۳۴۲       |
| اریتره                                 | اریتره                 | ۷٬۶۵۶       | ۶۳        |
| نیجر                                   | نیجر                   | ۷٬۱۶۳       | ۲۶۹       |
| سان مارینو                             | سان مارینو             | ۶٬۴۶۴       | ۹۴        |
| گینه بیسائو                            | گینه بیسائو            | ۶٬۴۴۸       | ۱۴۹       |
| سیرالئون                               | سیرالئون               | ۶٬۴۲۲       | ۱۲۱       |
| دومینیکا                               | دومینیکا               | ۶٬۲۳۳       | ۴۲        |
| گرنادا                                 | گرنادا                 | ۵٬۹۱۵       | ۲۰۰       |
| لیبریا                                 | لیبریا                 | ۵٬۸۴۴       | ۲۸۷       |
| سنت وینسنت و گرنادین‌ها                 | سنت وینسنت و گرنادین‌ها | ۵٬۷۲۲       | ۷۷        |
| چاد                                    | چاد                    | ۵٬۷۰۳       | ۱۸۱       |
| لیختن‌اشتاین                            | لیختن‌اشتاین            | ۵٬۴۰۱       | ۶۷        |
| کومور                                  | اتحاد قمر              | ۴٬۵۶۹       | ۱۵۱       |
| آنتیگوآ و باربودا                      | آنتیگوآ و باربودا      | ۴٬۱۶۲       | ۱۱۷       |
| موناکو                                 | موناکو                 | ۴٬۱۱۴       | ۳۶        |
| سائوتومه و پرنسیپ                      | سائوتومه و پرنسیپ      | ۳٬۷۳۳       | ۵۷        |
| سنت کیتس و نویس                        | سنت کیتس و نویس        | ۲٬۷۹۶       | ۲۸        |
| بوتان (کشور)                           | بوتان                  | ۲٬۶۴۹       | ۳         |
| واتیکان                                | واتیکان                | ۲۷          | ۰         |
| جزایر سلیمان                           | جزایر سلیمان           | ۲۰          | —         |
| پالائو                                 | پالائو                 | ۸           | ۰         |
| وانواتو                                | وانواتو                | ۶           | ۱         |
| جزایر مارشال                           | جزایر مارشال           | ۴           | —         |
| ساموآ                                  | ساموآ                  | ۳           | —         |
| کیریباتی                               | کیریباتی               | ۲           | —         |
| ایالات فدرال میکرونزی                  | ایالات فدرال میکرونزی  | ۱           | ۰         |
| تونگا                                  | تونگا                  | ۱           | —         |
| 1. 2. 3. 4. 5. 6. 7. 8. 9. 10. 11. 12. |                        |             |           |

### چین

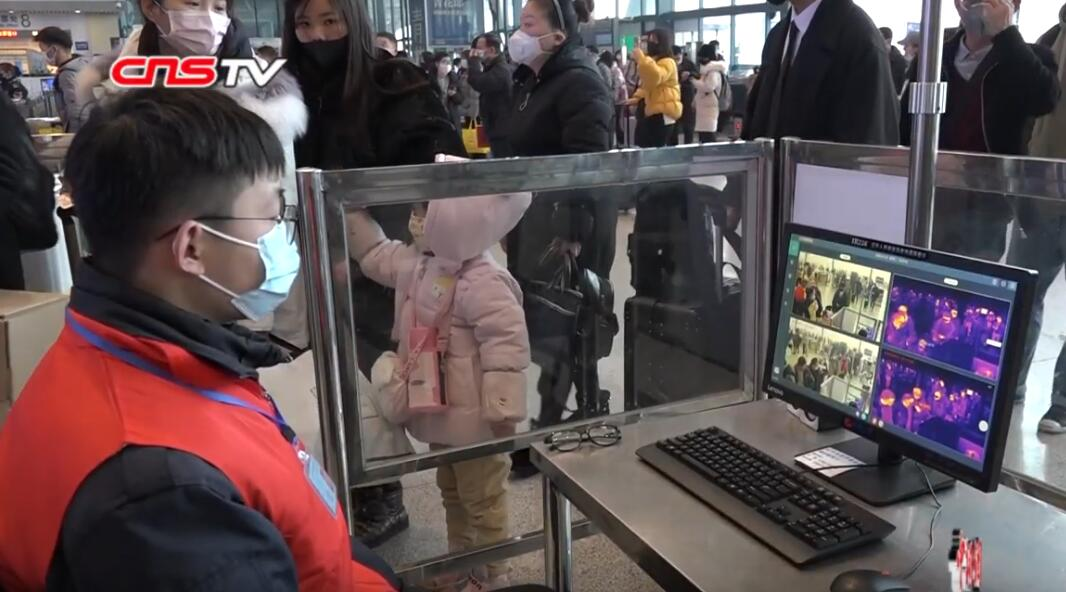
چک کردن دمای بدن مسافران در ایستگاه متروی ووهان توسط دوربین‌های فروسرخ

در ۷ ژانویه ۲۰۲۰ دبیرکل حزب کمونیست چین شی جین پینگ مسئولیت کمیته دائمی پلیتبوروی حزب کمونیست چین را برای بحث دربارهٔ پیشگیری و مهار ویروس کرونا بر عهده گرفت.
قرنطینه ووهان در ۲۳ ژانویه ۲۰۲۰ مسافرت به داخل و خارج شهر ووهان را متوقف کرد.
بیمارستان هاوشن‌شان برای مقابله با همه‌گیری و قرنطینه بهتر بیماران ساخته شده‌است. در ۲۵ ژانویه مسئولان اعلام کردند قصد دارند یک بیمارستان تخصصی دیگر به نام لیشن‌شان احداث کنند.
در ۲۴ ژانویه ۲۰۲۰ مسئولان اعلام کردند قصد دارند یک پردیس دانشگاهی خالی در هوانگانگ را به یک بیمارستان منطقه‌ای به نام مرکز پزشکی منطقه‌ای دبیشان تبدیل کنند. مراحل ساخت از ۲۵ ژانویه آغاز شد و در ۲۸ ژانویه، پس از ۴۸ ساعت، ساخت این بیمارستان به پایان رسید و از ساعت ۲۲:۳۰ همان روز پذیرش بیماران را آغاز کرد.

### ایران
در پی دنیاگیری ۲۰–۲۰۱۹ کروناویروس در نقاط مختلف جهان، دنیاگیری کروناویروس در ایران رسماً در تاریخ ۲۹ بهمن ۱۳۹۸ تأیید شد. روز چهارشنبه ۱۴ اسفند حسن روحانی، رئیس‌جمهور ایران گفت، شیوع ویروس جدید کرونا تقریباً همه استان‌های کشور را دربرگرفته است. به گفته روابط عمومی وزارت بهداشت، درمان و آموزش پزشکی ایران تا ظهر دوشنبه ۱ شهریور ۱۴۰۰، شمار ۴۷۱۵۷۷۱ بیمار مبتلا به کووید-۱۹ در کشور شناسایی شده که از این شمار ۱۰۲۶۴۸ نفر جان باخته‌اند و همچنین ۳۹۶۱۰۲۴ نفر از مبتلایان به این ویروس تاکنون بهبود یافته‌اند. این آمار تا تاریخ ۱ شهریور تنها بر مبنای موارد مثبت تست کرونا طبق استاندارد سازمان جهانی بهداشت و از این تاریخ برمبنای عوارض بالینی سی‌تی اسکن ریه در کنار تست بوده‌است. تخمین‌هایی که توسط پژوهشگران و صاحب‌نظران زده شده، از جمله پژوهش‌هایی در دانشگاه تورنتو، میزان ابتلا و مرگ و میر را بسیار بیشتر از آمار رسمی دانسته‌اند.

### ایتالیا

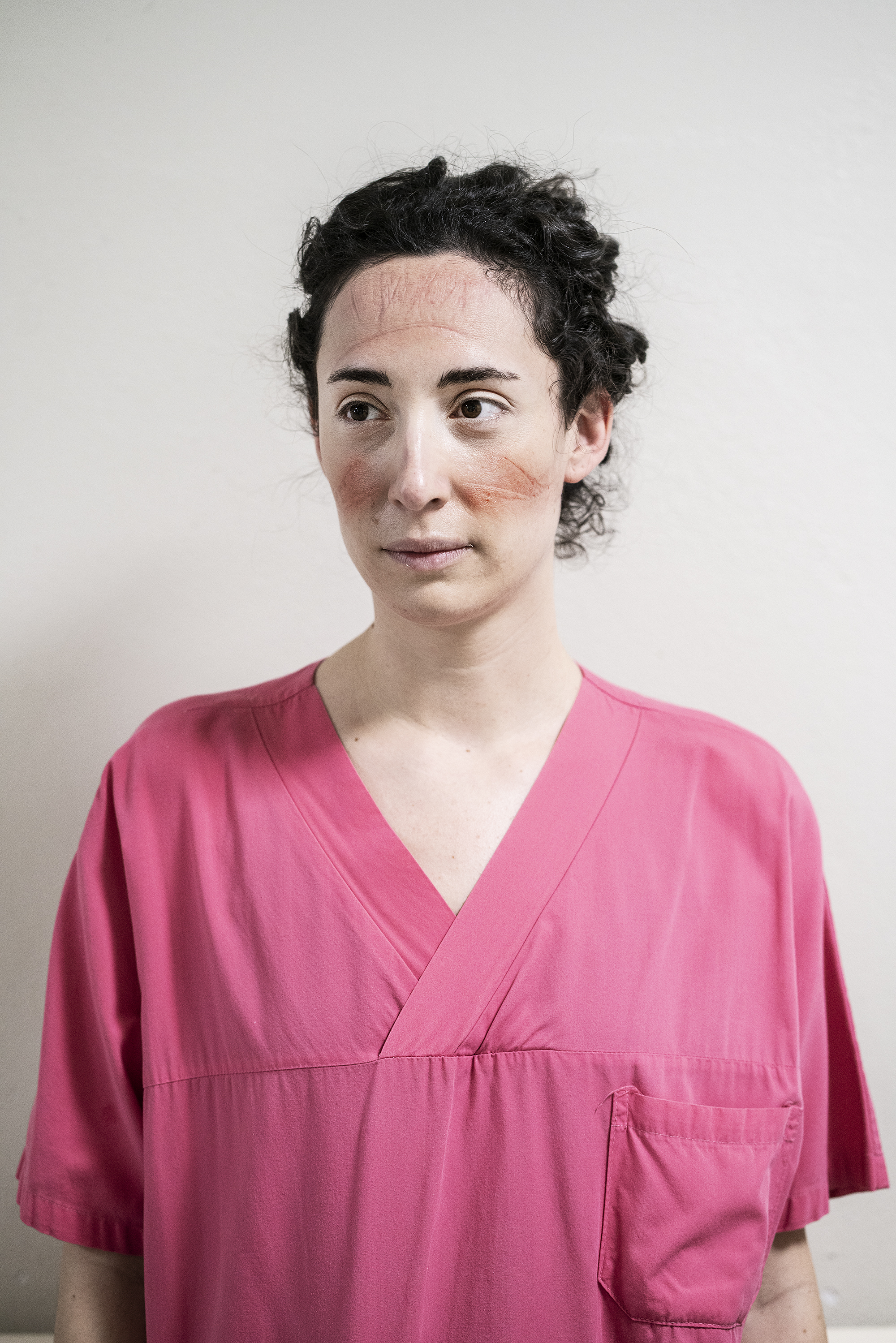
اثرات ناشی از فشار بر یک متخصص بیهوشی در بیمارستان سان سالواتوره در پزارو، ایتالیا

دنیاگیری کروناویروس در ایتالیا به عنوان بخشی از فرایند دنیاگیری ۲۰–۲۰۱۹ کروناویروس، در روز ۳۱ ژانویه ۲۰۲۰ در ایتالیا مورد تأیید قرار گرفت. منشأ این شیوع دو جهانگرد چینی بودند که تست آن‌ها در شهر رم مثبت اعلام شد. یک هفته بعد، مردی ایتالیایی که از شهر ووهان چین به ایتالیا بازگشته بود، در بیمارستان بستری شده و به عنوان سومین مورد در ایتالیا تأیید شد. به دنبال این ماجرا خوشه‌ای از موارد ابتلا به کووید ۱۹ شناسایی شد. با تأیید ۱۶ مورد ابتلا در ۲۱ فوریه و سپس ۶۰ مورد ابتلای دیگر در ۲۲ فوریه و همچنین نخستین مورد فوت در لمباردی این خوشه آغاز شد. در ابتدای ماه مارس، ویروس در همه مناطق ایتالیا گسترش یافته‌بود.
در ۱ مارس، شورای وزیران به منظور ساماندهی مهار شیوع بیماری، حکمی را تصویب کرد. در این حکم قلمرو ملی ایتالیا به سه منطقه تقسیم شد:
- منطقه قرمز (متشکل از شهرداری‌های برتونیکو، کاسالپوسترلنگو، کاستلگروندو، کاستیلیونه دآدا، کودونیو، فومبیو، مالئو، سن فیورانو، سومالیا و ترانووا دی پاسرینی در لومباردی، و شهرداری وُ در ونتو)، که در آن‌ها کل جمعیت در قرنطینه قرار گرفته‌اند.
- منطقه زرد (متشکل از مناطقی از لومباردی، ونتو، و امیلیا-رومانیا) که در آن‌ها رویدادهای اجتماعی و ورزشی به حالت تعلیق درآمده، و مدارس، تئاترها، کلوپ‌ها و سینماها تعطیل شده‌اند.
- بقیه قلمرو ملی، که اقدامات ایمنی و پیشگیری در مکان‌های عمومی تبلیغ می‌شود و ضدعفونی به شکل ویژه در ترابری عمومی انجام می‌گیرد.

در ۴ مارس، دولت ایتالیا تعطیلی کلیه مدارس و دانشگاه‌ها را در قلمرو ملی به مدت دو هفته وضع کرد.
شامگاه ۹ مارس، قرنطینه به همه ایتالیا گسترش یافت. در ۱۹ مارس، درگذشتگان ایتالیا به ۳٬۴۰۵ نفر رسید و با گذر از چین، به نخستین کشور از لحاظ شمار مرگ تأیید شده در جهان تبدیل شد. در ۲۳ مارس، ایتالیا با ۵۰٬۴۱۸ مورد در جریان (بیش از دو برابر شمار موارد در جریان هر کشور دیگر)، مرکز جهانی موارد در جریان کرونا ویروس است. با ۶٬۰۷۷ مورد مرگ و ۷٬۴۳۲ مورد بهبودی، شمار کل موارد تأیید شده ۶۳٬۹۲۷ نفر است.

### در ایالات متحده آمریکا
نخستین مورد تأییدشده از همه‌گیری کروناویروس (COVID-19) در ایالات متحده در ۲۱ ژانویه سال ۲۰۲۰ اعلام شد. تا تاریخ ۹ مارس ۲۰۲۰ حداقل ۷۵۴ مورد تأییدشده و مشکوک در ایالات متحده وجود داشته‌است که شامل ۲۶ مرگ است که ۱۸ نفر از کشته‌شدگان در ایالت واشینگتن بودند که ۱۳ نفر از آن‌ها در خانه سالمندان بودند.
در تاریخ ۲۵ فوریه، مقامات بهداشتی آمریکا از جمله مرکز کنترل و پیشگیری بیماری (CDC) گزارش دادند که آن‌ها انتظار همه‌گیری ویروس را در ایالات متحده داشتند و از دولت‌های محلی، مدارس و مشاغل خواسته‌اند تا برنامه‌هایی مانند لغو تجمعات گسترده را اجرا کنند.
در تاریخ ۲ مارس، CDC انتشار شمار آزمایش‌های انجام شده را متوقف کرد. در بیشتر مناطق ایالات متحده، آزمایش تا امروز تنها بر روی افراد علامت دار با سابقه سفر به ووهان و دیگر نقاط مهم آسیا انجام شده‌است. در ۷ مارس، مقامات CDC تأیید کردند که ویروس در جامعه رواج دارد - یعنی از فرد به شخص دیگری با منبع ناشناخته منتقل می‌شود. آن‌ها گفتند که انتقال گسترده ممکن است شمار زیادی از افراد را به دنبال بستری شدن در بیمارستان و دیگر مراقبت‌های بهداشتی وادار کند، که ممکن است سامانه‌های مراقبت‌های بهداشتی را تحت تأثیر قرار دهد.

## واکنش‌ها به تلاش در جهت پیشگیری

### واکنش سازمان بهداشت جهانی
سازمان بهداشت جهانی از تلاش‌های مسئولان چینی در مدیریت و مهار همه‌گیری سپاسگزاری کرده و رئیس این سازمان، تدروس ادهانوم «از تلاش چین برای مهار همه‌گیری ابراز اطمینان کرده» و از عموم خواسته‌است «آرامش خود را حفظ کنند».

### واکنش‌های بین‌المللی
در ۲۴ ژانویه ۲۰۲۰ دونالد ترامپ رئیس‌جمهور آمریکا از طرف مردم آمریکا در توئیتر از رهبر عالی‌مقام چین شی جین پینگ تشکر کرد و گفت: «چین کار بسیار سختی کرده‌است که کروناویروس را مهار کند، ایالات متحده این تلاش و شفافیت را تحسین می‌کند.»

## کمک‌رسانی بین‌المللی
در ۵ فوریه، وزارت امور خارجه چین اظهار داشت که ۲۱ کشور (از جمله بلاروس، پاکستان، ترینیداد و توباگو، مصر و ایران) کمک‌هایی به چین ارسال کرده‌اند.
در ۳۰ ژانویه سازمان کمک‌های بشردوستانه دایرکت ریلیف با کمک شرکت فدکس، ۲۰۰٬۰۰۰ ماسک صورت به همراه دیگر تجهیزات محافظت شخصی، از جمله دستکش و روپوش را با استفاده از پرواز اضطراری به بیمارستان اتحادیه ووهان، که خواستار تهیه این لوازم بودند ارسال کرد. بنیاد گیتس در ۲۶ ژانویه اظهار داشت که ۵ میلیون دلار کمک برای حمایت از عملیات امداد در چین، با هدف کمک به صندوق‌های اضطراری، و پشتیبانی فنی مرتبط با امدادگران خط مقدم، اهدا خواهد کرد. در ۵ فوریه، بیل و ملیندا مبلغ ۱۰۰ میلیون دلار کمک مالی را در پاسخ به سازمان بهداشت جهانی، که در همان روز درخواست کمک‌های مالی به جامعه جهانی را مطرح کرده بود، اهدا کردند. این کمک مالی برای تأمین بودجه تلاش‌های درمانی و پژوهش در مورد واکسن، و همچنین حفاظت از جمعیت در معرض خطر در آفریقا و آسیای جنوبی، استفاده خواهد شد.
ژاپن در روند هماهنگی پرواز هواپیما برای جمع‌آوری اتباع ژاپنی مستقر در ووهان، قول داده که این هواپیما نخست وسایل کمکی که بنابر گفته توشیمیتسو موتگی وزیر امور خارجه ژاپن، شامل ماسک و لباس محافظ است را برای مردم چین و همچنین برای اتباع ژاپنی ارسال می‌کند. در ۲۶ ژانویه، این هواپیما وارد ووهان شد و محموله‌ای شامل یک میلیون ماسک صورت را به این شهر اهدا کرد. همچنین این محموله شامل ۲۰٬۰۰۰ لباس محافظ اهدا شده توسط دولت متروپولیتن توکیو، برای کارمندان پزشکی در سراسر هوبی بوده‌است.
در ۲۸ ژانویه، شهر میتو ۵۰٬۰۰۰ ماسک به شهر خواهر خود چونگ‌کینگ اهدا کرد، و در ۶ فوریه، شهر اوکایاما ۲۲٬۰۰۰ ماسک را به لوئویانگ، شهر خواهر خود ارسال کرد. حزب حاکم لیبرال دموکرات در ۱۰ فوریه به‌صورت نمادین، ۵٬۰۰۰ ین از حقوق ماه مارس هر یک از نمایندگان پارلمان کسر کرد و در مجموع ۲ میلیون ین به چین اهدا کرد. دبیرکل حزب، توشیهیرو نیکای، بیان کرد: برای ژاپن، مشاهده شیوع ویروس در چین، مانند دیدن یک خویشاوند یا همسایه در رنج است. مردم ژاپن مایل به کمک به چین هستند و امیدوارند که شیوع این بیماری در اسرع وقت متوقف شود.
سازمان غیردولتی Peach Wind ژاپن اعلام کرده برای کمک در توزیع ماسک صورت و کالاهای ارسالی این سازمان، یک کارمند را به چین می‌فرستد.
شماری از دیگر کشورها نیز برای کمک‌رسانی اعلام آمادگی کرده‌اند. مالزی از اهدای ۱۸ میلیون دستکش جراحی به چین خبر داد. صلیب سرخ فیلیپین نیز ۱٫۴ میلیون دلار ماسک صورت ساخت فیلیپین را به ووهان ارسال کرد. ترکیه تجهیزات پزشکی ارسال کرد. آلمان تجهیزات پزشکی مختلفی از جمله ۱۰٬۰۰۰ لباس محافظت در برابر عفونت را عازم چین کرد. در ۱۹ فوریه، صلیب سرخ سنگاپور اعلام کرد که آن‌ها کمکی به ارزش ۲٫۲۶ میلیون دلار، شامل «خرید و توزیع تجهیزات محافظتی مانند ماسک‌های جراحی برای کارکنان بیمارستان و دیگر کارمندان بخش مراقبت‌های بهداشتی» را به چین ارسال می‌کنند. این کمک همچنین شامل «خرید و توزیع اقلام بهداشتی و آموزش بهداشت در هفت خانه بهزیستی در تیانجین و نان‌نینگ» خواهد بود.

## انتقادها

### بانک جهانی
از بانک جهانی به دلیل تأمین نکردن به هنگام تمهیدات مالی اضطراری برای دنیاگیری انتقاد شده‌است.

### دولت کره جنوبی
از وزارت بهداشت و رفاه دولت کره جنوبی به دلیل انجام یک‌طرفه مشاوره تلفنی و تجویز بدون مشورت با اتحادیه پزشکی و نیز محدود نکردن جابجایی‌ها از چین علی‌رغم هشدارهای مکرر و اعتراض جامعه انتقاد شده‌است.

## ضربه به آموزش

تعطیلی مدارس ناشی از کووید ۱۹ در ۱۶ مارس ۲۰۲۰
تعطیلی مدارس سراسر کشور
تعطیلی مدارس به صورت ایالتی (استانی) است.
مدارس تعطیل نیست.
اطلاعاتی وجود ندارد.

در ۶ام مارس حدود ۲۹۱ میلیون کودک و جوان به دلیل تعطیلی گسترده آموزشگاه‌ها توسط دولت‌ها به منظور کند کردن شیوع کرونا به اجبار از حضور در مدرسه محروم شدند. نوزده کشور همه مدرسه‌ها در قلمرو خود را تعطیل کردند و این باعث ضربه به دانش‌آموزان پایه‌های پیش‌دبستانی تا دبیرستان گردید.
روز سه‌شنبه، ۱۴ مرداد ۱۳۹۹، سازمان ملل متحد در گزارشی گفت همه‌گیری جهانی ویروس کرونا باعث بزرگ‌ترین اختلال تاریخ در آموزش و پرورش کودکان شده‌است. این سازمان می‌گوید ویروس کووید-۱۹ باعث شده که از میانه ماه ژوئیه مدارس در حدود ۱۶۰ کشور بسته بماند و این بر آموزش و پرورش بیش از یک میلیارد دانش‌آموز تأثیر منفی داشته‌است.
دبیرکل سازمان ملل متحد، خبر داد قرنطینه و تعطیلی‌ها باعث شده‌است که دست‌کم ۴۰ میلیون کودک از رفتن به کودکستان‌ها محروم بمانند. او در یک بیانیه ویدئویی توضیح داد که این ارقام جدا از حدود ۲۵۰ میلیون کودکی است که پیش از شیوع کرونا امکان رفتن به مدرسه نداشتند.
او که در جریان راه‌اندازی کارزاری از سوی سازمان ملل به نام «آینده ما را نجات دهید» سخن می‌گفت، اضافه کرد: «ما اکنون با یک فاجعه نسلی مواجهیم که می‌تواند توانمندی‌های انسانی را هدر دهد، به دهه‌ها پیشرفت آسیب بزند و نابرابری‌های مزمن را وخیم‌تر بسازد».
وی افزود اکنون در برهه‌ای سرنوشت‌ساز برای کودکان و نوجوانان به سر می‌بریم و تصمیماتی که امروز دولت‌ها و متحدان آنان می‌گیرند تأثیری دائمی بر زندگی صدها میلیون نوجوان خواهد گذاشت و چشم‌انداز پیشرفت کشورها در دهه‌های آینده را تعیین خواهد کرد.
سازمان ملل گفت که تعطیلی مدارس بر ۹۴ درصد از جمعیت دانش‌آموزی جهان تأثیر گذاشته و این آمار در کشورهای کم‌درآمد تا ۹۹ درصد است. برای کاهش این تأثیرات، بسیاری از کشورها به آموزش اینترنتی روی آورده‌اند اما گروه‌های حقوق بشری می‌گویند که این امر به شکاف هرچه بیشتر میان فقیر و ثروتمند دامن زده‌است.
در همین حال گزارشی که مدتی پیش از سوی یکی از بنیادهای بین‌المللی نیکوکاری منتشر شد گفت که به خاطر کسری بودجه کشورها و فقر فزایندهٔ ناشی از ویروس کرونا، حدود ۱۰ میلیون کودک شاید دیگر هرگز نتوانند به مدرسه بازگردند. در ایالات متحده که یکی از کشورها با بیشترین شیوع ویروس کووید-۱۹ است، مسئله بازگشایی مدارس تبدیل به یک مناقشه سخت سیاسی شد.
یونیسف در اوت ۲۰۲۰ طی گزارشی اعلام کرد که در دوران دنیاگیری کرونا و بسته شدن مدارس، یک سوم کودکان در جهان از دسترسی به آموزش از راه دور محروم بوده‌اند. یونیسف از این امر به عنوان «وضعیت اضطراری در آموزش و پرورش جهانی» یاد کرد و گفت در اوج دوران قرنطینه و خانه‌مانی نزدیک به ۱٫۵ میلیارد کودک با مدرسه‌های تعطیل مواجه شدند و از میان این شمار، «دست‌کم ۴۶۳ میلیون» کودک مدرسه رو به هیچ وجه به آموزش از راه دور دسترسی نداشتند. در ادامه آمد که «عواقب و بازتاب این امر احتمالاً تا چند دهه آینده در اقتصاد و جوامع مختلف محسوس خواهد بود». از میان کودکانی که به مدرسه دسترسی نداشتند کودکان صحرای آفریقا بیش از همه از این امر آسیب دیدند، اما از نظر شمار منطقه جنوب آسیا با نزدیک به ۱۴۷ میلیون بیشترین کودک مدرسه روی محروم از تحصیل را داشت.

## پیامدهای اجتماعی و اقتصادی
همه‌گیری نزدیک عید چونیون سال نو چینی اتفاق افتاد و سبب شد بسیاری از رویدادهای دسته‌جمعی توسط حاکمیت‌های ملی و محلی کنسل شوند و شرکت‌های خصوصی مغازه‌هایشان را ببندند و جاذبه‌های گردشگری مانند دیزنی‌لند هنگ کنگ و دیزنی‌لند شانگهای تعطیل شوند.
به گفته تدروس آدهانوم رئیس کل سازمان بهداشت جهانی، تقاضا برای تجهیزات حفاظتی شخصی ۱۰۰ برابر شده‌است. قیمت‌های این تجهیزات بیست برابر قیمت عادی شده‌است و بسته‌های لوازم پزشکی با تأخیر چهار تا شش‌ماهه به دست می‌رسند.
شماری از کشورها اعلامیه‌های رسمی‌ای منتشر کردند که در آن دربارهٔ سفر به استان ووهان و / یا استان هوبئی هشدار دادند. از مسافرانی که به سرزمین اصلی چین مسافرت کرده‌اند، درخواست شده‌است که حداقل دو هفته سلامت خود را زیرنظر داشته باشند و هرگونه علائم ویروس را به خدمات‌دهندهٔ سلامت خود گزارش دهند. به هر کسی که خود را مشکوک به حمل ویروس می‌داند، توصیه شده‌است که به جای مراجعه مستقیم و حضوری به کلینیک، ماسک محافظ بپوشد و تلفنی از یک پزشک مشاوره بخواهد. در صنعت ترابری و گردشگری، برای سفرها و رزروها در سرزمین اصلی چین یا توسط افرادی از سرزمین اصلی چین، خدمات استرداد هزینه‌های دریافت شده و خدمات لغو بدون هزینه ارائه شده‌است. در فرودگاه‌ها و ایستگاه‌های قطار، برای شناسایی ناقلین ویروس، دمای بدن افراد را اندازه می‌گیرند و اعلامیه‌های بهداشتی و تابلوهای اطلاع‌رسانی نصب کرده‌اند.

### چین
در پی گسترش این ویروس، بازار بورس چین با ده درصد سقوط، ۳۹۳ میلیارد دلار از ارزش خود را از دست داد. همچنین هزاران فروشگاه بین‌المللی در چین از جمله مک‌دونالد و استارباکس شعبه‌های خود را تعطیل کردند.
به دنبال اتخاذ محدودیت مسافرت، ترس از شیوع بیماری و ممنوع شدن تورهای داخلی و خارجی، به گردشگری چین ضربه شدیدی وارد شد.

### استرالیا
استرالیا به همراه چین و هنگ‌کنگ یکی از سه کشوری است که بدترین آسیب اقتصادی را در اثر همه‌گیری دیده‌است. وزیر خزانه‌داری استرالیا اعلام کرده‌است که به دلیل شیوع بیماری این کشور دیگر قادر به حفظ بودجه متوازن نیست. دلار استرالیا به کمترین ارزش خود پس از رکود بزرگ مالی رسید. سوم مارس بانک رزرو استرالیا به عنوان نخستین بانک مرکزی در پاسخ به شیوع گسترده بیماری، نرخ بهره بانکی را کاهش داد. نرخ بهره رسمی میان ۰٫۲۵ درصد تا ۰٫۵ درصد کاهش یافت.

### تایوان
پروازهای مستقیم شرکت هواپیمایی چاینا ایرلاینز به مقصد رم متوقف شدند.

### ژاپن
شینزو آبه نخست‌وزیر ژاپن گفت «ویروس کرونای جدید تأثیر شدیدی بر گردشگری، اقتصاد و جامعه ما به‌طور کلی گذاشته‌است».

### کره جنوبی
در ۵ فوریه، هیوندای موتور به دلیل نبود قطعه مجبور شد تولید در کره جنوبی را به حالت تعلیق درآورد.

### ایالات متحده آمریکا
در آبان ۱۳۹۹، دو شرکت زنجیره‌ای سینمایی آمریکا به اسم CMX Cinemas و Studio Movie Grill اعلام ورشکستگی کردند. CMX Cinemas هشتمین و Studio Movie Grill یازدهمین زنجیره سینمایی آمریکای شمالی بودند که باید هر کدام به ترتیب ۴۱ و ۳۴ سینمای خود را برای همیشه تعطیل کنند. آن‌ها پیش از دنیاگیری کروناویروس قصد افزایش شمار شعب داشتند. مدیر زنجیرهٔ سینمایی CMX Cinemas در بیانیه‌ای گفت: «این تنها راه باقی‌مانده برای حفظ برخی از کارکنان تا واپسین روز ممکن است. هیچ واکسنی علیه کرونا نیامده است و بیشتر استودیوها حتی حاضر به اکران سینمایی یک فیلم بزرگ جدید هم نیستند. ما فکر می‌کنیم که وضعیت باکس‌آفیس هرگز به دوران پیش از ویروس کرونا/کووید۱۹ بازنمی‌گردد».

## نگارخانه

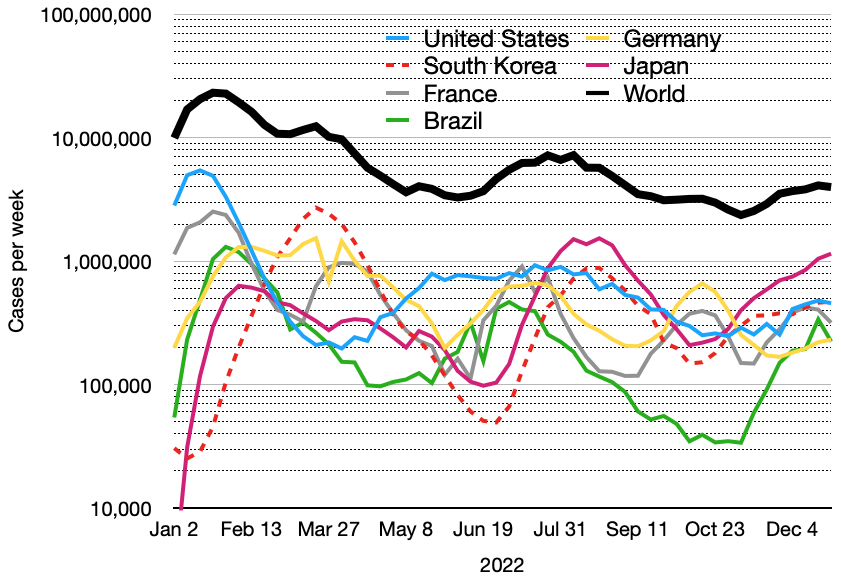
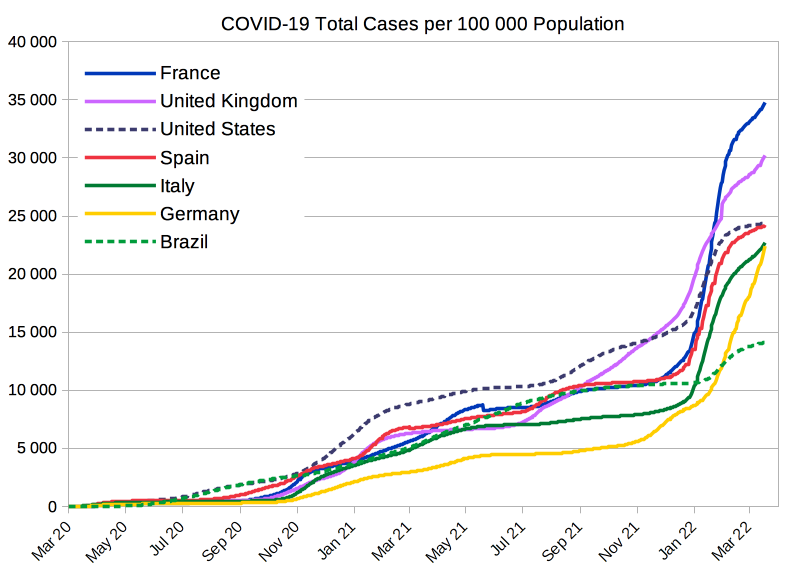
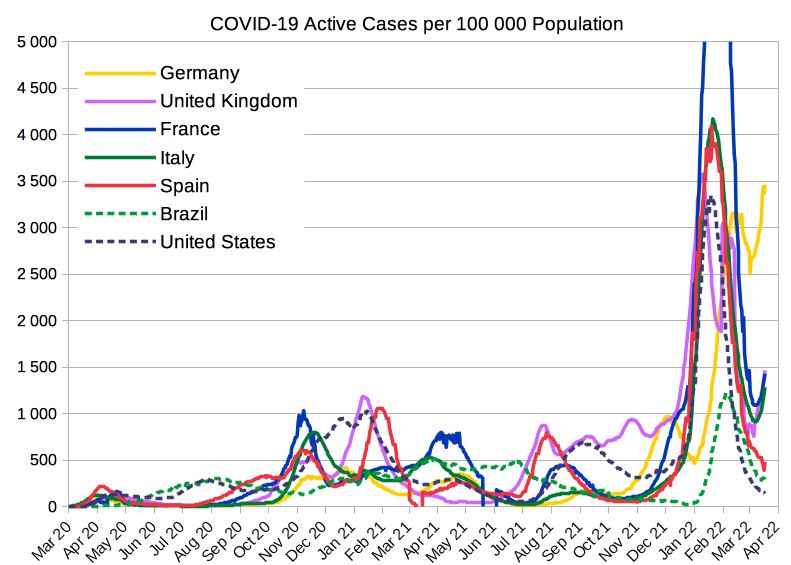